# Episodi di Z Nation (quinta stagione)
La quinta e ultima stagione della serie televisiva Z Nation, composta da 13 episodi, è stata trasmessa in prima visione negli Stati Uniti d'America, dall'emittente Syfy, dal 5 ottobre al 28 dicembre 2018.
In Italia la stagione è stata interamente pubblicata il 1º aprile 2019 su Netflix.
| nº | Titolo originale            | Titolo italiano          | Prima TV USA     | Pubblicazione Italia |
| -- | --------------------------- | ------------------------ | ---------------- | -------------------- |
| 1  | Welcome to the Newpocalypse | La nuova apocalisse      | 5 ottobre 2018   | 1º aprile 2019       |
| 2  | A New Life                  | Una nuova vita           | 12 ottobre 2018  | 1º aprile 2019       |
| 3  | Escape from Altura          | Fuga da Altura           | 19 ottobre 2018  | 1º aprile 2019       |
| 4  | Pacifica                    | Pacifica                 | 26 ottobre 2018  | 1º aprile 2019       |
| 5  | Killing All The Books       | La distruzione dei libri | 2 novembre 2018  | 1º aprile 2019       |
| 6  | Limbo                       | Limbo                    | 9 novembre 2018  | 1º aprile 2019       |
| 7  | Doc's Stoned History        | La storia di Doc         | 16 novembre 2018 | 1º aprile 2019       |
| 8  | Heartland                   | Heartland                | 23 novembre 2018 | 1º aprile 2019       |
| 9  | Water Keepers               | I custodi dell'acqua     | 30 novembre 2018 | 1º aprile 2019       |
| 10 | State of Mine               | In miniera               | 7 dicembre 2018  | 1º aprile 2019       |
| 11 | Hackerville                 | Hackerville              | 14 dicembre 2018 | 1º aprile 2019       |
| 12 | At All Cost                 | Ad ogni costo            | 21 dicembre 2018 | 1º aprile 2019       |
| 13 | The End of Everything       | La fine di tutto         | 28 dicembre 2018 | 1º aprile 2019       |

## La nuova apocalisse
- Titolo originale: Welcome to the Newpocalypse
- Diretto da: Abram Cox
- Scritto da: Karl Schaefer

### Trama
Warren si riprende dallo schianto del drone con la compagnia del bello e misterioso Cooper; Doc e gli altri arrivano finalmente a Newmerica, dove incontrano George, che sta aiutando a formare il nuovo paese.
- Guest star: Zack Ward (Tenente Joseph Dante).
- Altri interpreti: Janelle Velasquez (Donna), Stephen Dukes (Uomo strano), Tamara Goodwin (Donna strana), Rich Hinz (Padre), John Paulsen (Chip), Carl Petersen (Dale).

## Una nuova vita
- Titolo originale: A New Life
- Diretto da: Alexander Yellen
- Scritto da: Michael Cassutt

### Trama
Warren deve lasciare la sua nuova vita alle spalle e trovare la sua strada per Newmerica, ricongiungendosi con Murphy e gli altri suoi amici. Scoprirà che George è una amica di vecchia data.
- Guest star: Zack Ward (Tenente Joseph Dante), Jack Plotnick (Roman Estes), Martin Moran (Henry McCabe), Kelli McNeil (Esaminatrice).
- Altri interpreti: Emily Shuel (Marjorie Dante), Janelle Velasquez (Donna), Stephen Dukes (Uomo strano), Tamara Goodwin (Donna strana), Rich Hinz (Padre), Eric Ray Anderson (Leroy Stemple), Cameron Gordon (Soldato di Altura), Scott C. Brown (Parlante).

## Fuga da Altura
- Titolo originale: Escape from Altura
- Diretto da: Alexander Yellen
- Scritto da: Dan Merchant

### Trama
Diecimila perde quasi tutto dopo che un'esplosione fa deragliare il voto e genera sentimenti di panico e odio verso i Parlanti.
- Guest star: Zack Ward (Tenente Joseph Dante), Jack Plotnick (Roman Estes).
- Altri interpreti: Emily Shuel (Marjorie Dante), DeRon Brigdon (Wesson), Eric Ray Anderson (Leroy Stemple), Tyler Scowcroft (Cavia di Sun Mei), Cameron Gordon (Soldato di Altura), Lodric Collins (Capitano di Altura).

## Pacifica
- Titolo originale: Pacifica
- Diretto da: Jodi Binstock
- Scritto da: Jodi Binstock

### Trama
A caccia del tenente Dante dopo l'attacco, Warren, Doc, Cittadino Z e George si dirigono a Pacifica, dove la tensione è sempre più alta e i problemi aumentano.
- Guest star: Zack Ward (Tenente Joseph Dante), Jack Plotnick (Roman Estes), Martin Moran (Henry McCabe).
- Altri interpreti: Tamara Clark (Madre nervosa), Amy Rider (Chef Amy), Jason Lee Daniel (Marito), Bob Hunt (Parlante Mike), Marcella Laasch (Donna preoccupata), Kodiak Lopez (JZ Cruller), Luke Schuck (Uomo arrabbiato), Michael Draper (Danny), Lodric Collins (Capitano di Altura).
- Non accreditata: Darlene Mccarty (Nana).

## La distruzione dei libri
- Titolo originale: Killing All The Books
- Diretto da: Juan A. Mas
- Scritto da: Jennifer Derwingson

### Trama
Pacifica viene bombardata e i nostri eroi decidono di seguire la rete sotterranea dei Parlanti per fermare chiunque si trovi dietro gli attacchi.
- Guest star: Martin Moran (Henry McCabe).
- Altri interpreti: Kodiak Lopez (JZ Cruller), Luke Schuck (Uomo arrabbiato), Lodric Collins (Capitano di Altura), Jennie Oliver (Cara), Marcella Laasch (Donna preoccupata).
- Non accreditata: Darlene Mccarty (Nana).

## Limbo
- Titolo originale: Limbo
- Diretto da: Dan Merchant
- Scritto da: Delondra Williams

### Trama
Warren e gli altri si sono ricongiunti con Addy a “Limbo”, un casinò sotterraneo gestito da Murphy e i suoi Ibridi, che ospita i Parlanti in fuga dalla milizia di Altura.

## La storia di Doc
- Titolo originale: Doc's Stoned History
- Diretto da: Jared Briley
- Scritto da: Collin Redmond

### Trama
Mentre Doc spiega la sua versione sulla storia Americana a George,rievocando i Padri Fondatori,  Warren e gli altri vanno nella panetteria che ha inventato i Biscottini Z alla ricerca dell’ingrediente segreto.

## Heartland
- Titolo originale: Heartland
- Diretto da: Steve Graham
- Scritto da: Steve Graham

### Trama
Warren, Doc, Diecimila e George arrivano nell'avamposto agricolo che produce la farina per i Biscottini Z e lo trovano invaso dagli zombi.

## I custodi dell'acqua
- Titolo originale: The Water Keepers
- Diretto da: Jennifer Derwingson
- Scritto da: Jennifer Derwingson

### Trama
Warren, George e Doc bevono uno strano intruglio per aiutare a salvare il capo dei custodi dell’acqua e ottenere in cambio un po’ dell’acqua che scorre a Newmerica.

## In miniera
- Titolo originale: State of Mine
- Diretto da: Stuart Acher
- Scritto da: Dan Merchant

### Trama
I miliziani di Altura costringono i Parlanti a lavorare in una discarica di rifiuti pericolosi in cerca dell’ingrediente segreto dei Biscottini Z.

## Hackerville
- Titolo originale: Hackerville
- Diretto da: J.D. McKee
- Scritto da: Michael Cassutt

### Trama
Con l’aiuto di un avamposto di hacker rinnegati, Warren e George hackerano le difese di Altura e scoprono il piano segreto di Estes.

## Ad ogni costo
- Titolo originale: At All Cost
- Diretto da: Dan Merchant
- Scritto da: Dan Merchant

### Trama
Warren e gli altri devono liberare i Parlanti che si trovano in quarantena e prepararsi ad attaccare Altura.

## La fine di tutto
- Titolo originale: The End of Everything
- Diretto da: Alexander Yellen
- Scritto da: Karl Schaefer

### Trama
Il gruppo trova la cura grazie al sangue di Murphy e l'apocalisse finisce con il voto finale dove si vota il futuro!